# Edwin O’Donovan
Edwin O’Donovan (11. Juni 1914 – 22. April 2000) war ein US-amerikanischer Artdirector und Szenenbildner, der 1979 einen Oscar für das beste Szenenbild gewann.

## Leben
O’Donovan arbeitete zwischen 1974 und 1981 als Artdirector und Szenenbildner an der Herstellung von sieben Filmen mit.
Bei der Oscarverleihung 1979 gewann er zusammen mit Paul Sylbert und George Gaines den Oscar für das beste Szenenbild in der Fantasyfilmkomödie Der Himmel soll warten (1978) von Warren Beatty und Buck Henry.

## Filmografie (Auswahl)
- 1975: Einer flog über das Kuckucksnest
- 1978: Der Himmel soll warten
- 1979: Hardcore
- 1980: Der starke Wille

## Auszeichnungen
- 1979: Oscar für das beste Szenenbild